# Фондакели-Фантина
Фондакѐли-Фантѝна (на италиански: Fondachelli-Fantina; на сицилиански: Fundagheddu, Фундагеду, на местен диалект Funnachellu, Фунагелу) е община в Южна Италия, провинция Месина, автономен регион и остров Сицилия. Разположена е на 628 m надморска височина. Населението на общината е 1117 души (към 2011 г.).
Административен център на общината е село Рубино (на италиански: Rubino).